# Копичинецька міська територіальна громада
Копичинецька міська громада — територіальна громада в Україні, у Чортківському районі Тернопільської області. Адміністративний центр — місто Копичинці.
Площа громади — 171,1 км², населення — 13 298 осіб (2020).

## Історія
Утворена 30 липня 2018 року шляхом об'єднання Копичинської міської та Гадинківської, Майданської, Оришківської, Сухоставської, Тудорівської, Яблунівської сільських рад Гусятинського району.
8 грудня 2020 року до складу громади увійшла Котівська сільська рада Чортківського району.

## Населені пункти
У складі громади 1 місто (Копичинці) і 11 сіл:
- Вигода
- Гадинківці
- Ємелівка
- Котівка
- Майдан
- Теклівка
- Оришківці
- Рудки
- Сухостав
- Тудорів
- Яблунів